# Sam & Max Season One
Sam & Max: Season One: Save the World é um série de jogos eletrônicos de aventura desenvolvido pela Telltale Games para PC baseado nos personagens da série de comics Sam & Max de Steve Purcell. O primeiro episódio foi lançado em 17 de outubro de 2006, o segundo em 21 de dezembro do mesmo ano. Depois do segundo episódio os outros foram lançados mensalmente, com o fim da temporada em 10 de maio de 2007.
A primeira temporada foi lançada também para o console Wii, a Telltale planeja ainda lançar a série no Xbox Live Arcade e na PlayStation Network.

## Enredo
Sam & Max, dois policiais autônomos formam uma equipe de investigação, investigando acontecimentos que têm uma coisa em comum: hipnose. Assim, eles terão de enfrentar durante as suas missões um filho de ex-estrelas da televisão, uma série de talk show que mantém a sua audiência como refém, a máfia dos brinquedos, vários presidentes dos Estados Unidos, a Internet e finalmente o responsável por todos os acontecimentos. 
Os vários episódios estão repletos de referências à cultura popular americana e paródias.

## Personagens
- Sam é o personagem liderado pelo jogador. É um cão de pé, vestido como um detetive particular. Ele nunca fica sem seu chapéu e revolver. Mesmo sendo calmo, recorre a violência quando necessário.
- Max é um coelho branco, que, apesar da sua aparência bonitinha, foi vítima de inúmeros transtornos psiquiátricos. Max em particular tem um grande problema: violência.Virou presidente no episódio 4.
- Bosco assume a loja situada no fim da rua do escritório de Sam e Max. Bosco sofre de paranóia e estava convencido de que muitas pessoas querem o seu mal,o que o leva a proteger a sua loja,cobrando muito caro pelos itens de sua loja de inconveniências.
- Sybil Pandemik mantém a loja do outro lado na rua onde é localizado o escritório de Sam e Max. É incapaz de manter um emprego estável e também muda a cada episódio.

## Capítulos
Cada capítulo possui um enredo independente dos anteriores, embora haja ligações com o último episódio de cada capítulo. Os capítulo da primeira temporada são:

### Episódios
| # | Título em português                    | Título original original            | Data de lançamento     |
| - | -------------------------------------- | ----------------------------------- | ---------------------- |
| 1 | Choque cultural                        | Culture Shock                       | 17 de novembro de 2006 |
| 2 | Situação: Comédia                      | Situation: Comedy                   | 5 de janeiro de 2007   |
| 3 | A toupeira, a máfia, e a bola de carne | The Mole, the Mob, and the Meatball | 8 de fevereiro de 2007 |
| 4 | Abraham Lincoln deve morrer!           | Abe Lincoln Must Die!               | 9 de março de 2007     |
| 5 | Realidade 2.0                          | Reality 2.0                         | 12 de abril de 2007    |
| 6 | A face clara da lua                    | Bright Side of the Moon             | 10 de maio de 2007     |

## Distribuição
A distribuição dos episódios ocorreram em duas etapas. Como um primeiro passo, através de uma venda on-line pela GameTap, Steam e do site do desenvolvedor Telltale Games, onde os episódios puderam ser adquiridos por episódio ou com a temporada completa. Em um segundo momento, a temporada tem sido distribuído no comércio distribuído pela The Adventure Company / Dreamcatcher Games na América do Norte e na Europa pela JoWood Productions (Dreamcatcher, é uma filial da JoWood) no formato de DVD-ROM. 
Desde o início de Novembro de 2007, o quarto episódio (Abe Lincoln Must Die!) está disponível gratuitamente pela Telltale Games.
Em 15 de outubro de 2008, a primeira temporada completa foi lançada para o console Wii.